# Dalby (Torsby)
Dalby is een plaats in de gemeente Torsby in het landschap Värmland en de provincie Värmlands län in Zweden. De plaats heeft 73 inwoners (2005) en een oppervlakte van 54 hectare. De plaats ligt aan de rivier de Klarälven en wordt voor de rest begrensd door zowel landbouwgrond als bos. De plaats Torsby ligt zo'n zestig kilometer ten zuiden van het dorp.

## Verkeer en vervoer
Bij de plaats loopt de Riksväg 62.